# Sajónémeti megállóhely
Sajónémeti megállóhely egy Borsod-Abaúj-Zemplén vármegyei vasútállomás, Sajónémeti településen, a MÁV üzemeltetésében. A település nyugati külterületei között helyezkedik el, a 25-ös főútból a faluba vezető 25 124-es számú mellékút vasúti keresztezése mellett.
A személyforgalom 2020. december 12. óta szünetel a megállóhelyen, a vonatok megállás nélkül haladnak itt át, s helyettük autóbuszok közlekednek, csatlakozást biztosítva a vonatokra Ózd és Putnok állomáson.

## Vasútvonalak
A megállóhelyet az alábbi vasútvonalak érintik:
- Miskolc–Bánréve–Ózd-vasútvonal

## Kapcsolódó állomások
A megállóhelyhez az alábbi állomások vannak a legközelebb:
- Bánrévei Vízmű megállóhely (Miskolc–Bánréve–Ózd-vasútvonal)
- Ózd alsó megállóhely (Miskolc–Bánréve–Ózd-vasútvonal)

## Megközelítés tömegközlekedéssel
- Helyközi busz:  3773, 4104, 4140, 4145

## A megállóhely megszűnése előtti forgalom
| Járat        | Útvonal | Gyakoriság   |
| ------------ | --- | ------------ |
| személyvonat | Miskolc-Tiszai – Miskolc-Gömöri – Sajókeresztúr – Sajóecseg – Sajószentpéter-Piactér – Sajószentpéter – (Berente) – Kazincbarcika alsó – Kazincbarcika – Sajókaza – Vadna – Dubicsány – Putnok – Pogonyipuszta – Bánréve – Bánrévei Vízmű – Sajónémeti – Ózd alsó – Ózd | 2-4 óránként |